# 정긍모

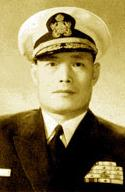
정긍모

정긍모(鄭兢謨, 1914년 8월 9일 ~ 1980년 12월 23일)는 해군 중장 예편한 대한민국의 국회의원이었다.

## 학력
- 충청남도 예산공립보통학교 졸업
- 충청남도 대전고등보통학교 졸업
- 진해고등해원양성소 졸업
- 일본 대판 부립고등해원학교 졸업
- 대한민국 국방대학교 행정학사 10기 졸업(1965년)

## 경력

### 국회의원이외의 경력
- 한국해군모체창설
- 해군 진해통제사령부 사령관
- 해군참모총장 직무대리
- 해군참모총장
- 해군 중장 예편

### 국회의원 경력
- 대한민국의 제5대 참의원 : 무소속(충청남도 제2부)